# Бабышкин, Олег Кондратьевич
Олег Кондратович Бабышкин (укр. Олег Кіндратович Бабишкін; псевдоним — Савич Ол.; 4 ноября 1918 года, Переяслав — 29 июня 1991 года, Киев) — украинский советский литературовед и искусствовед, доктор филологических наук с 1963 года, профессор с 1967 года. Член Союза журналистов Украины и Союза кинематографистов Украины с 1968 года, член Союза писателей Украины.

## Биография
Родился 4 ноября 1918 года в городе Переяславе (ныне Киевская область, Украина). После окончания восьмилетней школы, в 1933—1935 годах работал швейником на 4-й обувной фабрике в Киеве, учился на рабочем факультете. Затем учился на филологическом факультете Киевского государственного университета имени Тараса Шевченко, который окончил в 1941 году.
С июля 1941 года в Красной армии. Участвовал в Великой Отечественной войне. Прошёл путь от донских степей до Венгрии и Австрии, был ранен. Член ВКП(б) с 1944 года. За боевые заслуги награждён орденом «Отечественной войны» II степени (6 апреля 1985), двумя медалями «За отвагу» (22 февраля 1944; 7 мая 1945), медалью «За победу над Германией в Великой Отечественной войне 1941—1945 гг.», «За взятие Будапешта», «За взятие Вены».
В течение 1945—1960 годов работал в Институте литературы Академии наук УССР, одновременно в 1946-1948 годах заведовал отделом «Литературной газеты», в 1948-1949 годах занимал должность старшего редактора издательства «Молодь» . В 1960-1965 годах заведовал редакцией искусства в издательстве «Украинская Советская Энциклопедия». Защитил кандидатскую диссертацию; в 1964 году — докторскую диссертацию о творчестве Леси Украинки (главным оппонентом в защите был Максим Рыльский). С 1965 года — профессор кафедры истории и теории журналистики Киевского университета; в 1968-1988 годах — профессор и заведующий кафедрами истории журналистики, теории и практики советской прессы, литературы и журналистики. Читал историю литературы народов СССР и курс искусствоведения.
Умер в Киеве 29 июня 1991 года. Похоронен в Киеве на Байковом кладбище.

## Наследие
Исследовал украинскую дореволюционную и советскую литературу и литературную критику, проблемы советского и зарубежного киноискусства. Автор монографий и литературно-критических очерков о творчестве украинских писателей, по вопросам драматургии и киноискусства, в частности статей о Николае Бажане, Александре Довженко, Игоре Савченко, Иване Кавалеридзе, драматургии Александре Олесе, кинодраматургии Юрии Збанацком и других.
Ряд работ посвятил жизни и творчеству Леси Украинки:
- «Леся Украинка в Грузии» (1953)
- «Леся Украинка в борьбе против украинского буржуазного национализма» (1954)
- «Леся Украинка. Жизнь и творчество» (1955, в соавторстве с Вараварой Курашовой)
- «Леся Украинка в Крыму» (1955)
- «Драматургия Леси Украинки» (1963)
- «Во путешествие веков. Слово о Лесе Украинке» (1971)

Упорядочил сборники воспоминаний и статей «Александр Довженко» (1959), «Александр Довженко о красоте» (1968), «Леся Украинка об искусстве» (1966), книгу «Николай Вороной. Театр и драма» (1969). Автор нескольких глав в первом томе «Истории украинской литературы».